# Maßbach
Maßbach – gmina targowa w Niemczech, w kraju związkowym Bawaria, w rejencji Dolna Frankonia, w regionie Main-Rhön, w powiecie Bad Kissingen, siedziba wspólnoty administracyjnej Maßbach. Leży w Grabfeldzie, około 13 km na wschód od Bad Kissingen, nad rzeką Lauer. Pierwsze wzmianki o Maßbach pojawiły się w 770.

## Dzielnice
W skład gminy wchodzą następujące dzielnice: Maßbach, Poppenlauer, Volkershausen i  Weichtungen.

## Współpraca
Miejscowość partnerska:
- Communauté de communes du Cingal, Francja

## Zabytki
- zamek Schrimpf, mieści się tam Muzeum Regionalne (Heimatmuseum)

## Oświata
(na 1999)

W gminie znajduje się szkoła podstawowa i Hauptschule.